# 金順元
金順元（?—?），统一新罗宗室、大臣，新罗第33任国王聖德王、第34任国王孝成王的岳父。
孝昭王七年（698年）二月，京都（金城、今韩国庆州市）地震，大風折木，中侍金幢元以老退职，大阿飡金順元爲中侍。孝昭王九年（700年）五月，伊飡慶永謀叛，伏誅，中侍金順元被牵连罷免。聖德王九年（710年）三月，聖德王納伊飡金順元之女爲王妃。孝成王三年（739年）三月，孝成王納伊飡金順元之女惠明爲妃。